# Hölesjön
Hölesjön är en sjö i Bollnäs kommun i Hälsingland och ingår i Norralaåns huvudavrinningsområde. Sjön är 32 meter djup, har en yta på 4,37 kvadratkilometer och är belägen 118 meter över havet. Sjön avvattnas av vattendraget Flysån (Rolån).

## Delavrinningsområde

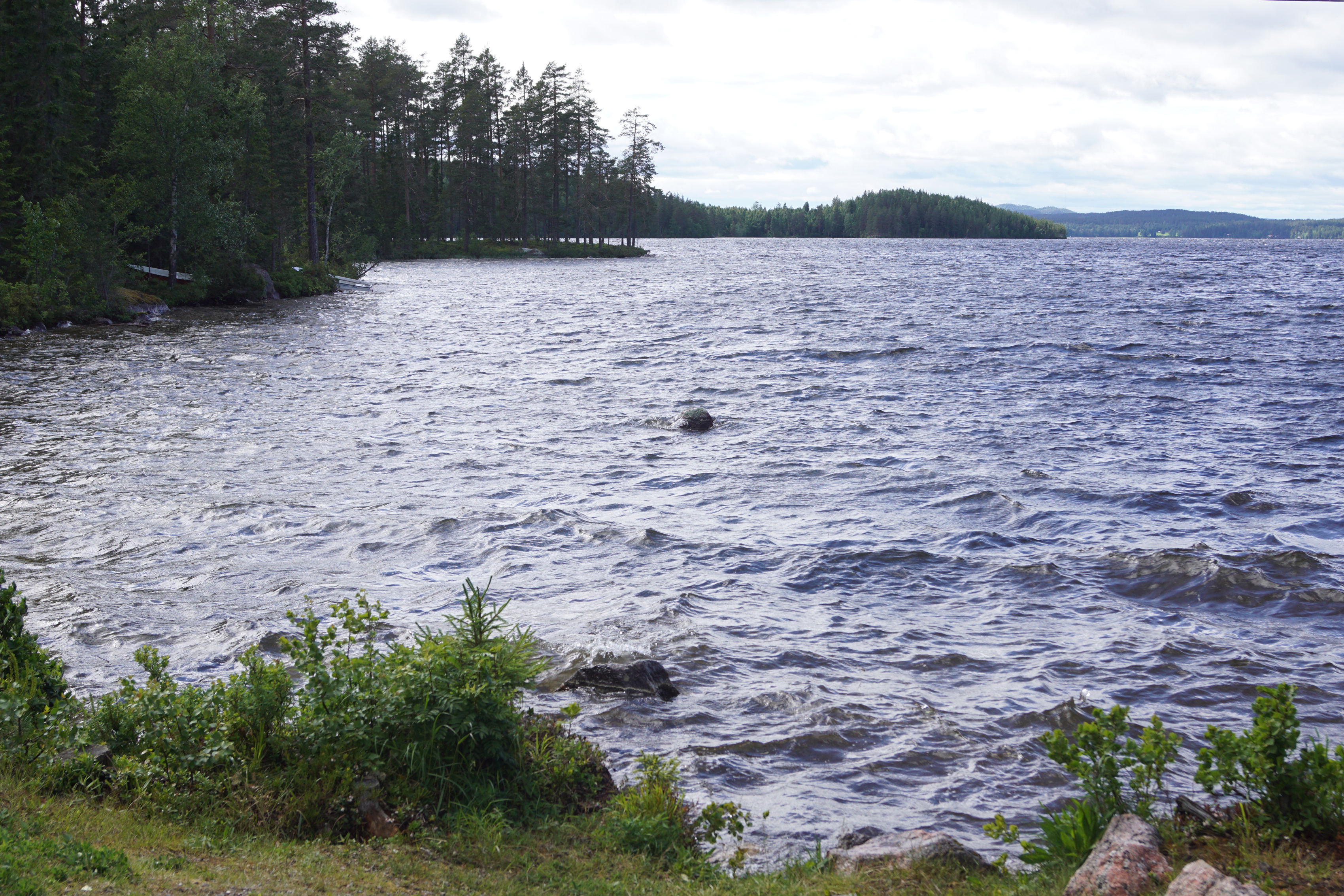
Hölesjön juni 2017.

Hölesjön ingår i det delavrinningsområde (680955-154533) som SMHI kallar för Utloppet av Hölesjön. Medelhöjden är 150 meter över havet och ytan är 15,87 kvadratkilometer. Räknas de 3 avrinningsområdena uppströms in blir den ackumulerade arean 26,62 kvadratkilometer. Flysån som avvattnar avrinningsområdet har biflödesordning 2, vilket innebär att vattnet flödar genom totalt 2 vattendrag innan det når havet efter 28 kilometer. Avrinningsområdet består mestadels av skog (55 procent) och jordbruk (11 procent). Avrinningsområdet har 4,38 kvadratkilometer vattenytor vilket ger det en sjöprocent på 27,5 procent.